# Буби (язык)
Бубе, бохобе или бубе-бенга (бобе, буби) — это язык из языковой группы Банту, на котором говорят буби, один из народов этнической группы банту, коренной для острова Биоко в Экваториальной Гвинее, и некогда составлявший основную часть его населения. Этот язык был принесён на Биоко из континентальной Африки более трех тысяч лет назад, когда на остров начали прибывать буби.
Язык насчитывает около 50 000 носителей и три варианта: северный, южный и центрально-восточный. Он известен своим тональным характером и дивергенцией слов по гендеру. На этом языке также говорят буби, являющиеся коренными жителями Габона и Камеруна.
Язык буби делится на шесть различных диалектов, которые различаются в северных и южных районах острова Биоко. Например, на Севере говорят на языке ребола и его вариациях: базиле, банапа и басупа. Однако на северо-востоке говорят на бакаке.
Алфавит на латинской основе: A a, B b, Dy dy, E e, Ë ë, H h, Hm hm, Hn hn, I i, K k, L l, M m, N n, O o, Ö ö, P p, R r, S s, T t, Ty ty, U u, W w, Y y. Тона обозначаются акутом и грависом над гласной.